# Csejke
Csejke (1899-ig Cséke, németül: Eisenberg an der Pinka, horvátul: Čjeka) Németlövő-Csejke északi településrésze Ausztriában, Burgenland tartományban, a Felsőőri járásban.

## Fekvése
Felsőőrtől 25 km-re délkeletre, Szombathelytől 20 km-re délnyugatra, a Vas-hegy lábánál, a magyar határ mellett fekszik.

## Nevének eredete
Neve a magyar Cseke személynévből való, melynek eredete a magyar csekik (= növésben elmarad) ige, de lehet cseke (= mélyvízű gázló) jelentése is. Német neve 1924-ig Schauka, mely a magyarból való, ezután a Vashegyről Eisenbergnek nevezték el.

## Története
A római korban már fejlett bortermelés folyt ezen a vidéken. Csejke első írásos említése 1157-ben "Chegge" néven történt. 1244-ben "villa Cheyka", 1455-ben "Cheyke", 1475-ben "Cheke" alakban említik. Pinkaóvár uradalmához tartozott. Lakói a középkorban vaskohászattal foglalkoztak. 15. századi pálos borospincéinek romjai nemrég még látszottak. 1927-ben a Vashegyen 5000 darabból álló középkori éremlelet került elő. A 14. században a Csák nembeli Óváriaké. Óvári János birtokait, köztük Csejkét  Hunyadi János 1452-ben Vági Somos Jánosnak, 1455-ben pedig Baumkircher Andrásnak adta zálogba. 1529-ben és 1532-ben elpusztította a török. 1544-ben a falu a Batthyány család birtoka lett, akik a szalónaki uradalomhoz csatolták.
Vályi András szerint " CSEKE. Csőaka. Német falu Vas Vármegyében, földes Ura Gróf Battyáni Uraság, lakosai katolikusok, fekszik Német Kereszteshez nem meszsze, ’s ennek filiája, határja közép termékenységű, erdeje elegendő, és a’ szomszéd Vashegyí szőlö hegyben jó módgya a’ pénz keresetre, egyéb középszerű vagyonnyaihoz képest, második Osztálybéli."
Fényes Elek szerint " Cseke, Schwäkä, német falu, Vas vgyében, 390 kath. lak. Birja gr. Batthyáni cs. Szőlőhegye jó bort adna, de felette sovány. Ut. p. Kőszeg."
Vas vármegye monográfiája szerint " Cséke 539 lakosa németajkú és r. katholikus. A házak száma 91. Postája Német-Keresztes, távirója Szombathely. Kath. temploma 1751-ben épült. A községben dalárda is van."
1910-ben 514, túlnyomórészt német lakosa volt. A trianoni békeszerződésig Vas vármegye Szombathelyi járásához tartozott. 1971-ben közigazgatásilag Németlövővel egyesítették.

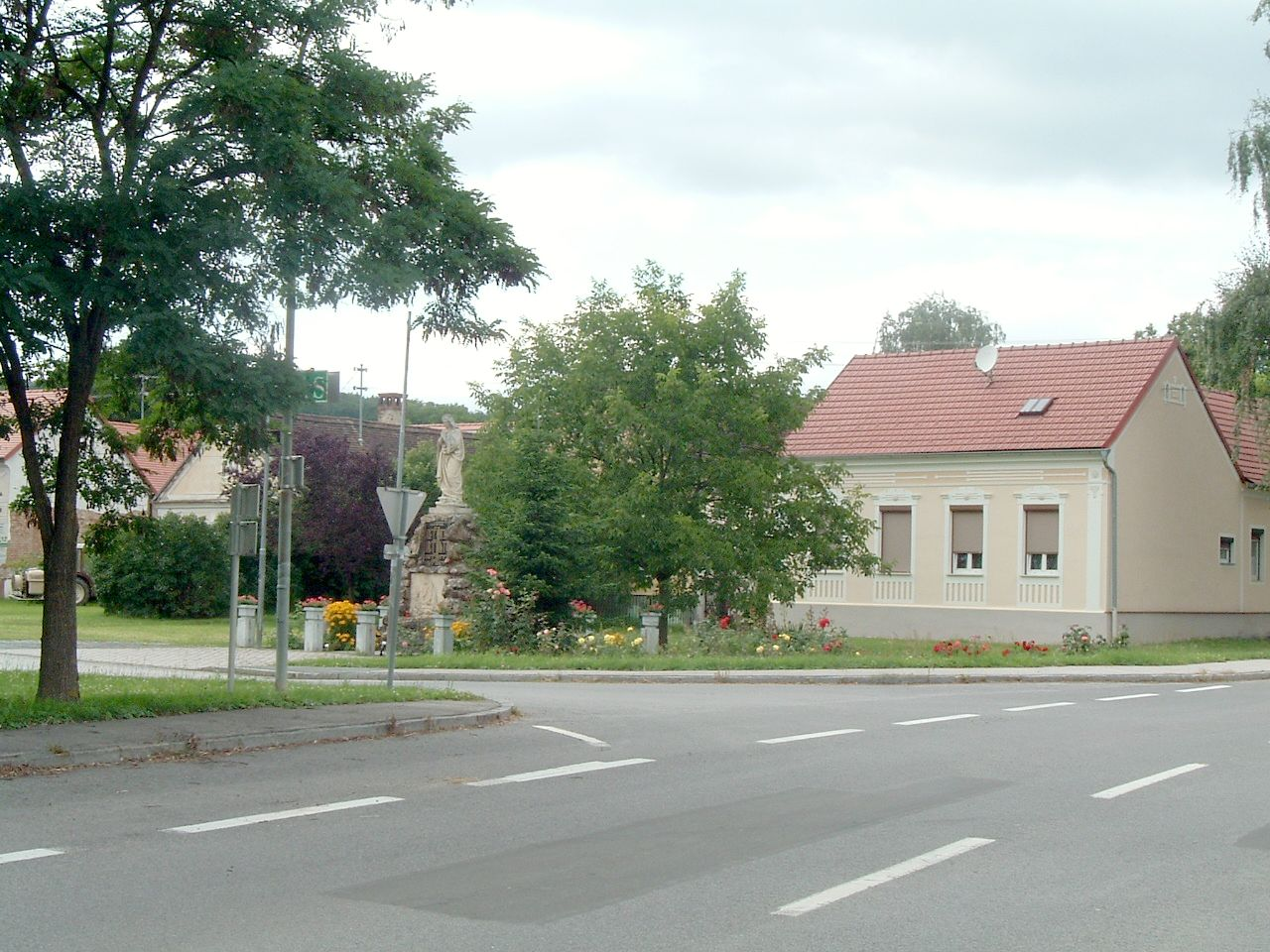
Csejke központja a hősi emlékművel

## Nevezetességei
Idősebb Szent Jakab apostol tiszteletére szentelt római katolikus templomát 1751-ben építették.